# Hanne Haugen Zylstra
Hanne Haugen Zylstra, född Hanne Haugen Aas 29 februari 1988 i Namsos, Norge är en beachvolley- och volleybollspelare (center).
I beachvolley har Haugen Zylstra vunnit Norgesmesterskapet tre gånger (2015-2017), första gången med Janne Kongshavn och de bägge följande gångerna med Janne Pedersen. I volleyboll har hon spelat med landslaget (med vilka hon deltagit i flera kval till EM) samt med klubbar i Norge, Tyskland och Schweiz. Hon har blivit både norsk och tysk mästare i volleyboll.